# Stibadocerella omeiensis
Stibadocerella omeiensis är en tvåvingeart som beskrevs av Alexander 1936. Stibadocerella omeiensis ingår i släktet Stibadocerella och familjen mellanharkrankar. Inga underarter finns listade i Catalogue of Life.